# Orbán Dezső (író)
Orbán Dezső (Írói álneveː Gyulai Ádám; Gyulapuszta, 1882. február 11. – Budapest, 1964. szeptember 12.) író.

## Életpályája
Orbán Antal és Ruzsinszki Amália fiaként született. A gimnáziumot vidéken végezte, majd a budapesti Műegyetemen tanult, ahol gépészmérnöki végzettséget szerzett. Előbb az Élet, később pedig a Zászlónk című ifjúsági lapoknál dolgozott. Művei között akad operettszöveg, színmű és egy filmet is rendezett Lázár Lajossal (Tegnap, 1919). Az 1910-es évek és az 1940-es évek között számtalan ifjúsági regényt írt, melyek főként a tizenéves fiúközönség körében voltak népszerűek. Az 1950-es évektől nem jelentek meg művei. A Szent István barbárjai című könyvét halála után, 1992-ben adták ki.

## Művei
- A gyöngysoros Diána, regény, 1912
- Az ezüstflotta kincse, regény, 1920
- Fiumei kaland, regény, 1936
- A fehér koráll, regény, 1937 (Márton Lajos illusztrációival)
- F. D. 6438, tudományos-fantasztikus regény, 1939
- A mi pénzünk, regény [Gyulai Ádám néven], 1939
- Visóvölgyi vakáció, regény, 1940
- Sióparti nyárfás, regény, 1942
- A magyar kárbunkulus, regény, 1943
- Diákbankárok, regény [Gyulai Ádám néven], 1943
- Szent István barbárjai, ifjúsági regény, 1992 (posztumusz)